# 리오토 메가
리오토 메가(영어: Li Auto Mega, 중국어 간체자: 理想MEGA, 병음: Lǐxiǎng MEGA, 직역: ideal MEGA)는 중국의 자동차 제조업체인 리오토에서 2024년부터 생산한 배터리 전기 미니밴이다. 또한 리오토에서 생산 중인 최초의 배터리식 전기 자동차이다.

## 판매량
| 년도 | 중국   |
| ---- | ------ |
| 2024 | 10,798 |